# Euphorbia venteri
Euphorbia venteri là một loài thực vật có hoa trong họ Đại kích. Loài này được L.C.Leach ex R.H.Archer & S.Carter mô tả khoa học đầu tiên năm 2001.